# Devarkonda
Devarkonda är en ort i Indien.   Den ligger i distriktet Nalgonda och delstaten Telangana, i den centrala delen av landet, 1 300 km söder om huvudstaden New Delhi. Devarkonda ligger 282 meter över havet och antalet invånare är 29 726.
Terrängen runt Devarkonda är platt. Runt Devarkonda är det ganska tätbefolkat, med 214 invånare per kvadratkilometer. Det finns inga andra samhällen i närheten. Trakten runt Devarkonda består till största delen av jordbruksmark.